# پتر اشتروک
پتر اشتروک (انگلیسی: Peter Struck؛ ۲۴ ژانویهٔ ۱۹۴۳ – ۱۹ دسامبر ۲۰۱۲) سیاست‌مدار اهل آلمان و وزیر دفاع در کابینه‌ی گرهارد شرودر از ۲۲ اکتبر ۲۰۰۲ تا سال ۲۰۰۵ بود. اشتروک عضو حزب سوسیال دموکرات آلمان بود.